# Drosophila recens
Drosophila recens is een vliegensoort uit de familie van de fruitvliegen (Drosophilidae). De wetenschappelijke naam van de soort werd voor het eerst geldig gepubliceerd in 1960 door Marshall R. Wheeler.